# Anneke Ogiers
Anneke Ogiers även känd som Anneke Jans och Tanneke Ogier, död 17 juni 1570 i Haarlem, var en holländsk lutheran som avrättades för kätteri. 
Ogiers besökte sällan mässan, och kättarangivaren Aagt Jafies fick då veta av hennes piga att hon läste bibeln privat. Då hon vägrade att ge efter för utpressning angavs hon inför Jacob Foppens. Hon dömdes till döden som kättare, men slapp att brännas på bål offentligt utan blev i stället dränkt inne i stadshuset. Hon tillhör de offer för kättarförföljelser i Nederländerna som ofta användes som martyrer inom propagandan.  